# Notodoris
Genre
Notodoris est un genre de nudibranche de la famille des Aegiridae. Il est dorénavant considéré comme synonyme du genre Aegires.

## Distribution
Ce genre se rencontre dans la zone tropicale indo/ouest-pacifique, de l'archipel des Mascareignes à l'Australie.

## Habitat
Son habitat est la zone récifale externe sur les sommets ou sur les pentes, fréquemment rencontrée dans l'espace compris entre la zone intertidale et 20 m de profondeur.

## Description
Les Notodoris peuvent mesurer plus de 10 cm, ils ont un corps allongé et rigidifié par des spicules. 
Ils se caractérisent pas une absence totale de « juppe » autour du manteau. 
Les faces dorsales et latérales du corps ont un aspect rugueux avec de petites protubérances irrégulières (Thompson 1975). 
Les rhinophores sont lisses et rétractiles. Les branchies sont présentées en deux ou trois « bouquets » et sont partiellement protégés par une excroissance placée juste en avant des branchies.

## Éthologie
Les Notodoris sont benthiques et diurnes, se déplacent à vue sans crainte d'être pris pour une proie.

## Alimentation
Les Notodoris se nourrissent principalement, d'après les observations actuelles, d'éponges calcaires de la famille des Leucettidae comme Pericharax heterographis ou Leucetta primigenia.